# Lucs Ferenc-képgyűjtemény
A Lucs Ferenc-képgyűjtemény a szegedi Móra Ferenc Múzeum állandó kiállítása, mely Lucs Ferenc és a Móra Ferenc Múzeum között kötött életjáradéki szerződésnek köszönhetően került a Múzeumba. A gyűjtemény közel félszáz védett jellegű műkincsből áll a 19-20. század fordulóján készült magyar alkotások javából. A gyűjtemény jól érzékelteti a magyar festészet századfordulón bekövetkező tartalmi és stiláris változásait.
A gyűjtemény legkorábbi darabja Szinyei Merse Pál fiatalkori, 1871-72-re datálható festménye, a Madárdal. A nagybányai iskola is igen gazdagon van képviselve: Ferenczy Károly: Virágcsendélet; Thorma János: Feleségem; Glatz Oszkár: Lány és fiú; Csók István: Sokác lányok, Mézevők, Fürdőző nő, Thámár I-II.
Az impresszionizmus hatása alatt állt még Perlmutter Izsák, tőle egy Gyümölcs-csendélet. A szolnoki művésztelepet Deák-Ébner Lajos képviseli Patakban mosó nő c. művével. Az alföldi festők művei: Tornyai János: Népoktatás tanyán; Koszta József: Kapáló nő; Nagy István: Legelésző bárányok, Dombos táj fákkal; Pataky László: Szekér két figurával; Rudnay Gyula: Lovasjáték, Bocskay fejedelem sátrában.
Különösen gazdag anyag van Mednyánszky László életművéből: Rügyező fák, Téli táj, Téli táj kereszttel, Virágzó fa.
A posztimpresszionizmussal rokonítható festmények: Rippl-Rónai József: Sárga kastély, Női fej; Vaszary János: Teraszon, Pesti korzó, Parkban.
Az avantgárd vonzásában készült alkotások: Czóbel Béla: Csendélet; Márffy Ödön: Cirkusz; Kádár Béla: Nő gyümölccsel.
A neósok és a posztnagybányai iskola körébe tartozó alkotások: Szőnyi István: Kerítésnél, Tájkép ökrösszekérrel, Csónakok; Barcsay Jenő: Menekülés; Bernáth Aurél: Csónakázók.